# Верне (Німеччина)
Верне (нім. Werne) — місто в Німеччині, знаходиться в землі Північний Рейн-Вестфалія. Підпорядковується адміністративному округу Арнсберг. Входить до складу району Унна.
Площа — 76,08 км2. Населення становить 29 588 осіб. (станом на 31 грудня 2020).